# Кубок ФИА по экоралли
Кубок ФИА по е-ралли (англ. FIA E-Rally Regularity Cup, FIA ERRC), до 2016 г. Кубок ФИА для автомобилей с альтернативными источниками энергии (англ. FIA Alternative Energies Cup, FIA AEC) – автоспортивный турнир для экологически чистых транспортных средств, проводимый Международной автомобильной федерацией (ФИА).

## Победители

### FIA ecoRally Cup (2022-)
| Сезон | Пилот          | Штурман        | Производитель |
| ----- | -------------- | -------------- | ------------- |
| 2022  | Энеко Конде    | Лукас Сергнесе | Kia Motors    |
| 2023  | Михал Ждярский | Якуб Набелек   | Kia Motors    |
| 2024  | Михал Ждярский | Якуб Набелек   | Kia Motors    |

### FIA ERRC (2017-2021)
| Сезон | Пилот          | Штурман            | Производитель |
| ----- | -------------- | ------------------ | ------------- |
| 2017  | Вальтер Кофлер | Гуидо Гуэррини     | Tesla         |
| 2018  | Дидье Мальга   | Анн-Валери Боннель | Renault       |
| 2019  | Вальтер Кофлер | Франко Гайони      | Audi          |
| 2020  | Артур Прусак   | Тьерри Беншетрит   | Опель         |
| 2021  | Энеко Конде    | Лорен Серрано      | Kia Motors    |

### FIA AEC – Гибридные и эндотермические автомобили (2007-2016)
| Сезон | Пилот                    | Штурман                          | Производитель |
| ----- | ------------------------ | -------------------------------- | ------------- |
| 2007  | Джулиано Маццони (Опель) | -                                | Тойота        |
| 2008  | Джулиано Маццони (Опель) | -                                | Тойота        |
| 2009  | Раймон Дюран (Тойота)    | -                                | Тойота        |
| 2010  | Раймон Дюран (Тойота)    | -                                | Тойота        |
| 2011  | Массимо Ливерани (Фиат)  | Хуанан Дельгадо (Тойота)         | Тойота        |
| 2012  | Массимо Ливерани (Фиат)  | Эмануэле Калькетти (Альфа Ромео) | Фиат          |
| 2013  | Массимо Ливерани (Абарт) | Фульвио Чиерво (Абарт)           | Абарт         |
| 2014  | Массимо Ливерани (Абарт) | Изабель Барчулли (Альфа Ромео)   | Абарт         |
| 2015  | Артур Прусак (Тойота)    | Тьерри Беншетрит (Тойота)        | Тойота        |
| 2016  | Артур Прусак (Тойота)    | Тьерри Беншетрит (Тойота)        | Тойота        |

### FIA AEC – Чисто электрические автомобили (2007-2016)
| Сезон | Пилот          | Штурман          | Производитель |
| ----- | -------------- | ---------------- | ------------- |
| 2010  | Клаудио Чичеро | -                | Micro-Vett    |
| 2011  | Антонио Санини | Эдуардо Ансотеги | Мицубиши      |
| 2012  | Хесус Эчаве    | Хуанан Дельгадо  | Мицубиши      |
| 2013  | Джемс Морле    | Даниел Колле     | Tesla         |
| 2014  | Вальтер Кофлер | Франко Гайони    | Think City    |
| 2015  | Вальтер Кофлер | Хуанан Дельгадо  | Kia Motors    |
| 2016  | Никола Вентура | Гуидо Гуэррини   | Renault       |